# Halleria
Halleria es un género con nueve especies de plantas  perteneciente a la familia Stilbaceae. Se encuentran en zonas tropicales y el sur de África y  en Madagascar.

## Descripción
Son arbustos o pequeños árboles glabros. Los tallos son erectos, de cuatro lados con alas. Las hojas son ovaladas o elípticas a circulares con casi todos los márgenes dentados.
Las flores con la corola de color rojo a naranja, en forma de campana y casi simetría radial. El tubo de la corola es doblado o recto, con la parte superior expandida o en forma de embudo. Los frutos son bayas, con semillas aladas .

## Especies seleccionadas
- Halleria abyssinica
- Halleria elliptica
- Halleria ilicifolia
- Halleria elioptica